# Parc Nacional de Ytre Hvaler
El Parc Nacional de Ytre Hvaler (en noruec: Ytre Hvaler nasjonalpark) és un parc nacional situat als municipis de Hvaler i Fredrikstad, al comtat d'Østfold, Noruega. El parc va ser establert el 26 de juny de 2009 i és l'únic parc nacional marí de Noruega.
Ytre Hvaler cobreix les parts exteriors dels illots de la costa est del fiord d'Oslo. Al sud, els límits del parc nacional es troben a la frontera entre Noruega i Suècia, al costat del suec Parc Nacional de Kosterhavet. Ytre Hvaler cobreix una àrea de 354 km², dels quals 340 són de mar i 14 són de terra.
Els assentaments de la zona podrien ser de l'edat del bronze. El parc està dominat per la cultura de la costa que ha utilitzat la zona durant segles, incloent cases flotants per a la pesca. Akerøya va ser habitada entre el 1682 i el 1807. Hi ha més de 50 naufragis al parc, el més destacat dels quals és la fragata danesa HDMS Lossen, que s'havia perdut durant la inundació del Nadal de 1717.
Dins del parc hi ha dos fars: Torbjørnskjær i Homlungen, els quals són operats per l'Administració Costera Noruega. Les illes segueixen en ús per al pasturatge. El parc inclou el Corall de Tisler, un corall d'aigua freda, format majoritàriament per Lophelia pertusa. El Corall de Tisler és el corall d'aigua freda més gran conegut en aigües protegides a Europa, i és a prop de l'illa de Tisler.

## Galeria

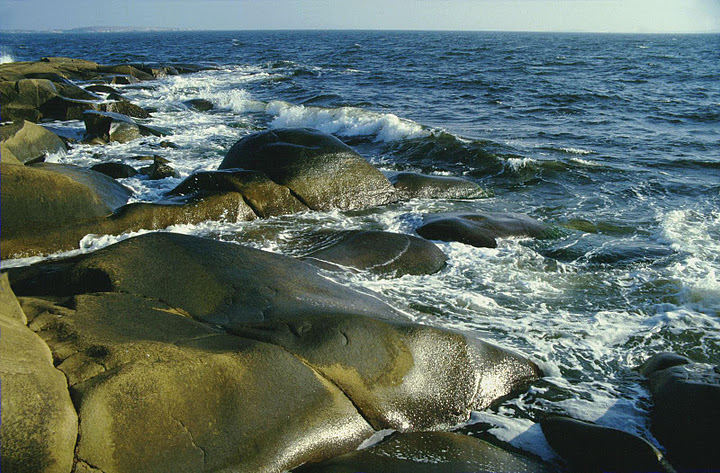
Rødshue
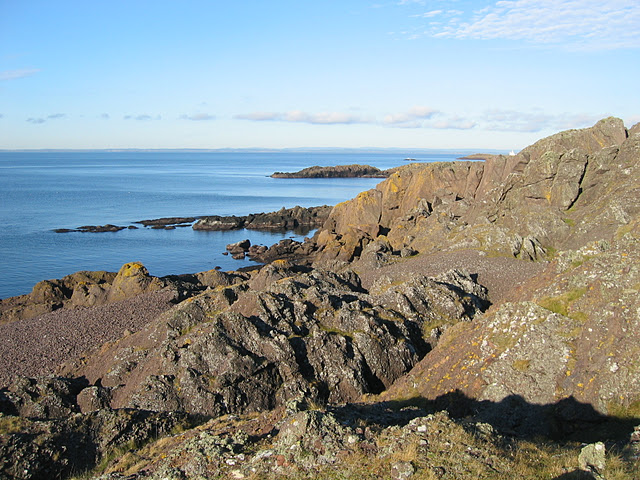
Søsterøyene
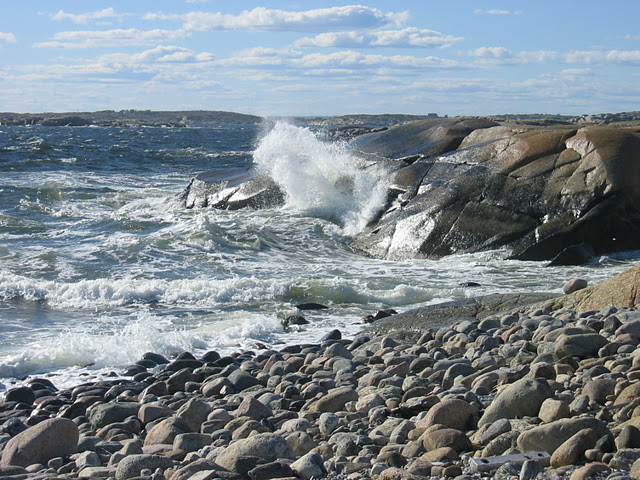
Herføl
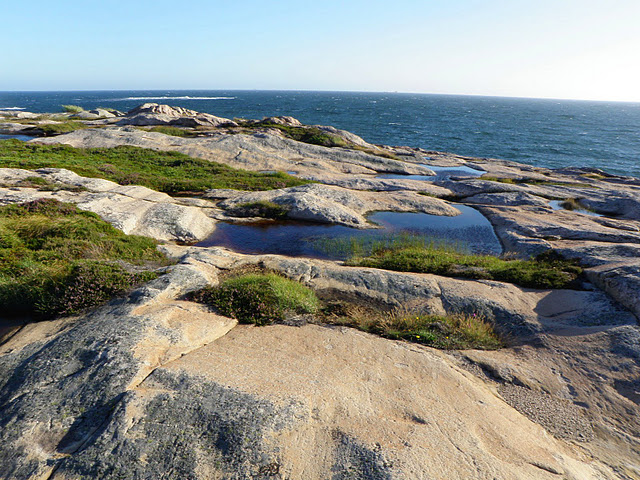
Guttormstangen
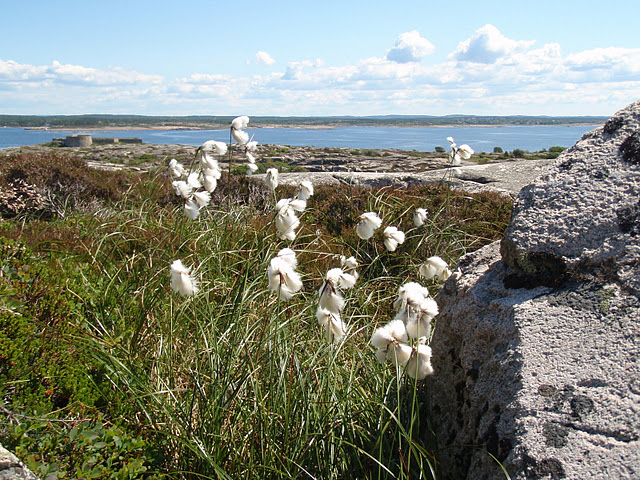
Akerøya
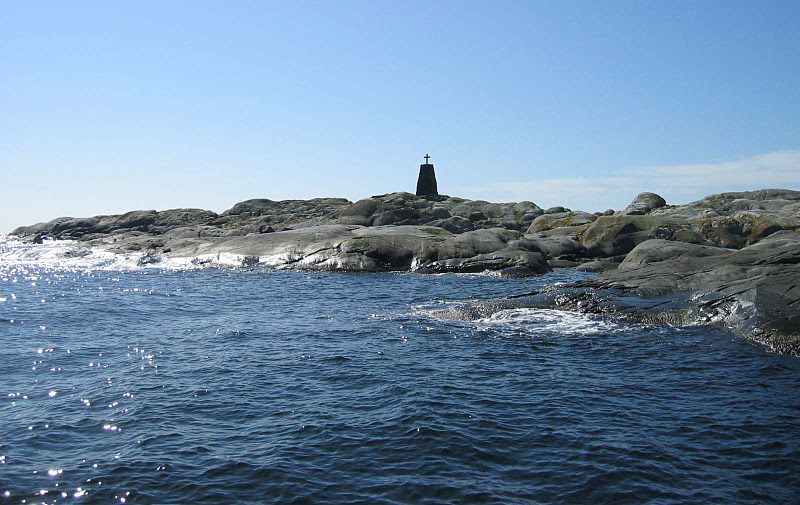
Heia
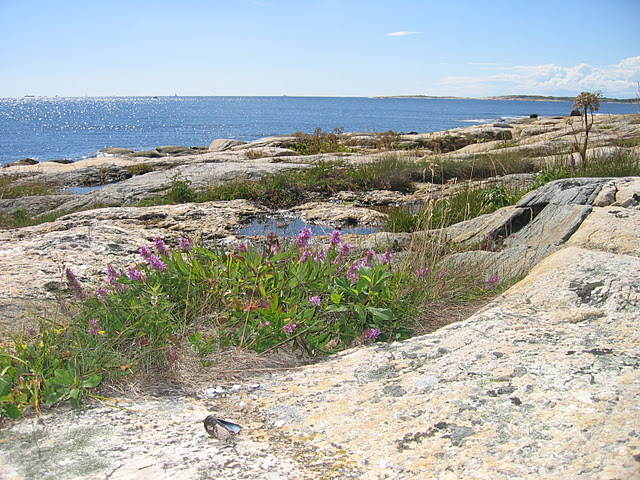
Landfasten
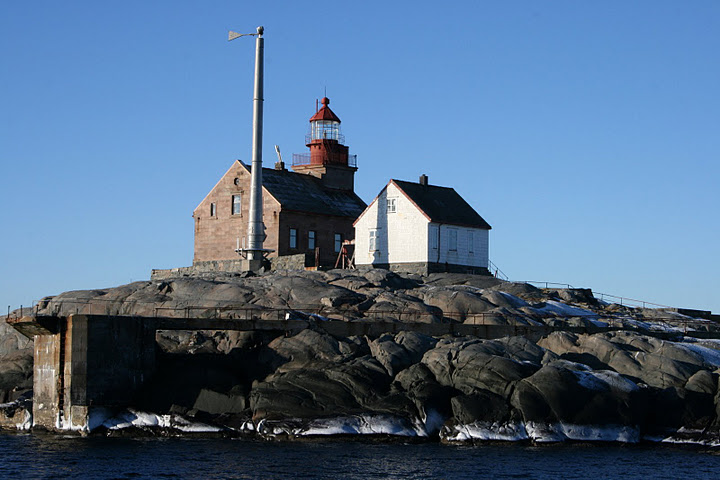
Far de Torbjørnskjær
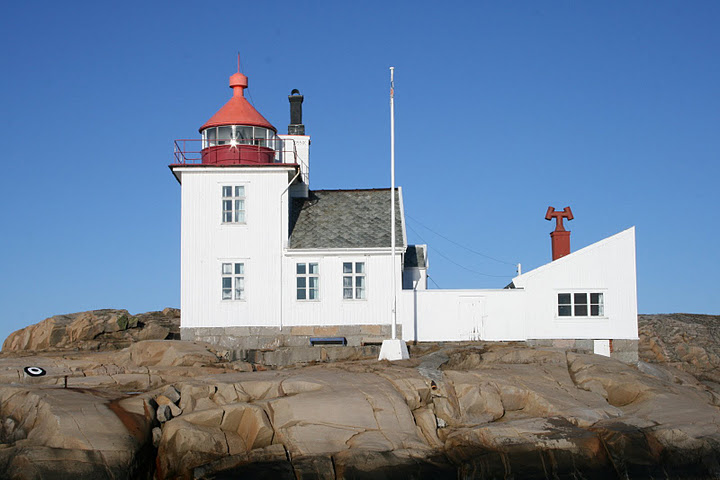
Far de Holmlungen